# Маркос, Имельда
Имельда Р. Маркос (урождённая Имельда Ремедьос Виситасьон Ромуальдес-и-Тринидад исп. Imelda Remedios Visitación Romuáldez y Trinidad; род. 2 июля 1929) — филиппинский политический и общественный деятель, вдова 10-го Президента Филиппин Фердинанда Маркоса. В период его 20-летнего правления была губернатором Манилы, министром, избиралась депутатом парламента, выполняла важные дипломатические поручения: имеет ранг Чрезвычайного и Полномочного Посла. После его свержения и последующего изгнания, овдовев, она вновь трижды избиралась в Палату представителей (последний раз — в 2013 году).

## Происхождение
Имельда Ромуальдес-и-Тринидад родилась 2 июля 1929 года в филиппинской столице — Маниле. Родителями Имельды были профессор юриспруденции и адвокат Висенте Орестес Ромуальдес Лопес (Vicente Orestes Romuáldez Lopez) и его вторая супруга Ремедьос Тринидад де Ромуальдес (урождённая Ремедьос Тринидад-и-де Гусман; Remedios Trinidad y de Guzman). Предки Имельды по линии отца были богатыми землевладельцами испано-филиппинского происхождения, известными в обществе. Существует предположение, что один из них в своё время стал основателем города Толоса на филиппинском острове Лейте. Отец Имельды Ромуальдес больше интересовался музыкой и культурой в целом, нежели общественной деятельностью. Мать её выросла в одном из детских приютов Манилы и по некоторым данным была незаконнорождённой монашеской дочерью. Её дядей был Норберто Ромуальдес Лопес, писатель, лингвист.

## Молодость
Когда мать Имельды умерла, семья переехала к родственникам, где юная Имельда, окончив колледж Святого Павла в  Таклобане, получила степень бакалавра. В 18 лет Имельда стала королевой красоты, её голову увенчала корона «Роза Таклобана», затем она получила титул «Мисс Лейте» и, наконец, она стала «Мисс Филиппины».
В 1950 году она переехала в Манилу, где жила в семье своего кузена (будущего спикера Палаты представителей) Даниэля Ромуальдеса. Музыкальный слух и прекрасный голос Имельды позволили ей зарабатывать пением в музыкальных магазинах Манилы. Хотя её отец был недоволен этим её занятием, считая его недостойным фамилии девушки из рода Ромуальдес, Имельда решила всерьёз заняться пением, посещая занятия в музыкальной консерватории университета Святого Фомы.

## Встреча с Фердинандом Маркосом
Дом её родственников в столице был фактически штабом Националистической партии, что позволило ей получить представление о мире реальной политики.
В 1954 году Имельда Ромуальдес повстречалась со своим будущем мужем Фердинандом Маркосом — ветераном Второй мировой войны, удостоенным многих филиппинских и американских боевых наград, к тому времени избранным в Палату представителей филиппинского Конгресса. После одиннадцати дней ухаживаний, конгрессмен Маркос сделал предложение Имельде. «Её «любовь привела меня к вершинам успеха», — говорил он позднее. Они поженились в мае того же года, устроив пышную свадьбу. Их брак оказался удачным, во всяком случае, трое их детей убеждены в этом.
Между 1960 и 1965 годами её лицо постоянно появлялось на журнальных обложках, Имельда полностью посвятила себя политической карьере мужа, для чего она много ездила по стране, выступала и пела на митингах, выстраивала отношения со всеми, кто мог быть полезным для её избранника.

## Имельда — Первая леди
- В 1965 году Фердинанд Маркос стал 10-м президентом Филиппин. В 1969 году он был переизбран на этот пост — впервые в истории страны. С 21 сентября 1972 года (с момента отмены им Конституции и объявления чрезвычайного положения в государстве) и до февраля 1986 года — до тех пор, пока он не был свергнут и изгнан с Филиппин, Имельда принимала реальное участие в жизни государства, занимая различные должности и выполняя важнейшие дипломатические миссии.
- На самом пике холодной войны» Первая леди Республики Филиппины, союзника Соединённых Штатов, в качестве специального представителя своего мужа, посещала с официальными визитами Китайскую Народную Республику, Советский Союз, социалистические страны Восточной Европы — Румынию, Венгрию, Чехословакию, Восточную Германию, Югославию, а также Кубу, Ирак, Северную Корею. Она явно обладала дипломатическим даром, позволявшим ей иметь хорошие личные отношения не только с Ричардом Никсоном и Рональдом Рейганом, но и с Мао Цзэдуном и Леонидом Брежневым, Ким Ир Сеном и Саддамом Хуссейном. Она, в частности, сумела убедить ливийского лидера Муаммара Каддафи выступить посредником в достижении перемирия между правительством Филиппин и исламскими сепаратистами из Национально-освободительного фронта моро, в результате чего были в Триполи в 1976 году были подписаны соответствующие соглашения.
- Благодаря успешным действиям администрации Ф. Маркоса, а также прорывным дипломатическим миссиям Имельды, Республика Филиппины заняла важное место на международной арене: никогда — ни до «эры Маркоса», ни после неё — эта страна не обладала таким международным авторитетом, а её руководители не числились звёздами мировой политики.
- Одновременно Имельда тратила много сил на развитие филиппинской культуры, здравоохранения, на создание соответствующей инфраструктуры. В первый же год своего президентства Ф. Маркос, с целью поддержки национальной культуры и искусства, учредил государственную корпорацию Культурный центр Филиппин/Cultural Center of the Philippines, обеспечив ей серьёзное финансирование, выделив большую территорию и обеспечив строительство собственного здания. Первая леди была инициатором и патроном множества социальных программ и культурных программ филиппинского правительства: филиппинский балет, ставший сегодня визитной карточкой страны, многим обязан именно Имельде. По её почину в стране были построены такие впечатляющие общественные сооружения, такие научные и культурные институты как Филиппинский кардиологический центр/Philippine Heart Center, Пульмонологический центр Филиппин/Lung Center of the Philippines, Нефрологический институт Филиппин/Kidney Institute of the Philippines, а также Филиппинский международный конгресс-центр/Philippine International Convention Center, Фольклорный театр/Folk Arts Theater, Филиппинский парк истории и культуры/Nayong Pilipino, Кокосовый дворец/Coconut Palace (резиденция Вице-президента страны), Манильский киноцентр/Manila Film Center.
- В честь Имельды, как и в честь её мужа Фердинанда, было названо множество различных объектов по всей стране[источник не указан 3250 дней] — местечко на острове Ромблон, улицы, площади, колледжи, дворцы, конкурсы и фестивали искусств.
- Личное состояние Маркосов было огромным ещё до его победы на президентских выборах. А в годы его правления она возглавляла три десятка государственных и частных корпораций[источник не указан 3250 дней]. Не удивительно, что в 1980-е годы Имельда стала крупнейшим покупателем недвижимости на Манхэттене: среди её приобретений были — Кроун Билдинг/Crown Building (стоимостью в 51 млн долларов, Вулворт Билдинг/Woolworth Building и Хералд Сентер/Herald Centre (60 млн долларов). Известно, что она отказалась приобрести Эмпайр Стэйт Билдинг/Empire State Building за 750 млн долларов, найдя это знаменитое здание «слишком претенциозным». Среди 175 картин её коллекции живописи имелись работы Микеланджело, Боттичелли, Каналетто.
- Экстравагантный стиль жизни Имельды, по слухам, включал в себя миллионные шоппинг-туры в Нью-Йорк или Рим, она регулярно организовывала роскошные приемы, призванные укрепить репутацию супруга и своё собственное положение в обществе[источник не указан 4363 дня]. Имельда даже придумала особое название для своих эпатажных излишеств — имельдифик/imeldific.
- Кроме того, Имельда потратила много средств на коллекционирование собственных портретов и портретов членов своей семьи, которые заказывала у известных нью-йоркских художников. Один из этих портретов — версия картины Боттичелли «Рождение Венеры», на которой из раковины поднимается она сама. В её коллекции были портреты Нэнси и Рональда Рейганов, её мужа Фердинанда Маркоса, генерала Макартура — освободителя Филиппин от японских оккупантов — и других людей, которых она ценила.
- Имельда предпочитала не вспоминать свою бедную юность. Она запретила книгу «Нерассказанная история Имельды Маркос», написанную филиппинской журналисткой Кармен Педроза. В этой книге утверждалось, что Имельда была когда-то так же бедна, как люди, которыми она теперь правит, что она была вынуждена спать на упаковочных ящиках в гараже своих родственников, когда мать выгнала её из дома. «Она не хотела, чтобы правда о её плебейском происхождении стала известна, — заявляла Педроза. Она создавала совсем иной имидж. Это было очень важно для Маркосов: если они родились богачами, не должен и возникать вопрос, откуда у них такое огромное состояние. Она надевала шикарные платья, отправляясь в такие места, где у людей не было даже элементарных удобств. Она жила фантастической жизнью в нищей стране». И миллионы простых филиппинцев при этом обожали её.
- Родственники Имельды процветали вместе с ней. Её брат Бенджамин Ромуальдес владел электротехнической фирмой в Маниле[источник не указан 4363 дня]. Брат Альфредо руководил правительственным контролем за игорным бизнесом. Уильям Салливен, американский посол в Маниле с 1973 по 1977 год, рассказывал: «Когда я там жил, иностранные инвесторы не приезжали в Манилу без пакета акций для Имельды или для кого-то из её закадычных друзей. Это был единственный способ делать бизнес». Американские официальные лица были убеждены, что Филиппинами правят две фракции — одна, преданная Фердинанду Маркосу, и другая, преданная «первой леди», жене Маркоса Имельде.
- В 1980-х Ф. Маркос начал страдать от «красной волчанки» (lupus erythematosus), что породило слухи о том, что Имельда стала фактически исполнять обязанности главы государства. Но когда Ф. Маркос объявил о проведении досрочных президентских выборов в начале 1986 года (срок его полномочий истекал в 1987 году), он выставил на них свою кандидатуру, ибо уровень его популярности был по-прежнему высок. Победа Ф. Маркоса на выборах 1986 года не была признана сторонниками его противника Корасон Акино/Corazon Aquino, вдовы старого оппонента Маркоса, сенатора Бениньо Акино-мл./Benigno Aquino Jr., убитого в 1983 году. Обе стороны стали обвинять друг друга в подтасовке результатов, в Маниле начались народные волнения. Благодаря тому, что на сторону К. Акино перешли ключевые фигуры режима, министр обороны Хуан Понсе Энриле/Juan Ponce Enrile и заместитель начальника штаба вооружённых сил генерал Фидель Рамос/Fidel Ramos (бывший, кстати, кузеном Ф. Маркоса), мятеж в столице привел к смене власти в стране. Этот антиконституционный переворот («народная революция») 1986 года произошёл относительно мирно: Ф. Маркос отклонил предложение верных ему военачальников о применении силы против протестующих толп, и предпочёл отправиться в изгнание. Президентом Филиппин была провозглашена К. Акино.
- Пришедшее к власти правительство Филиппин обвинили чету Маркосов в присвоении бюджетных средств и выведении огромных сумм за границу — в США, Швейцарию и другие страны, средства массовой информации писали о многомиллиардных хищениях.

## В изгнании
- В 1988 году Имельда, вместе с Ф. Маркосом и восемью другими лицами (включая знаменитого саудовского предпринимателя Аднана Хашогги/Adnan Khashoggi) были обвинены в утаивании собственности в США и другого имущества, приобретенного на незаконно полученные ими средства. В 1989 году, уже после смерти Ф. Маркоса, Имельда предстала перед Федеральным большим жюри г. Нью-Йорка, и в 1990 году она была оправдана по всем пунктам этого обвинения.
- Одновременно Имельде Маркос и её детям были предъявлены несколько обвинений в уклонении от уплаты налогов и других экономических преступлениях. Филиппинскими следственными органами против Имельды было открыто несколько сот дел подобного рода, но многочисленные попытки властей наложить руку на зарубежные авуары Маркосов посредством судебных решений оказались неудачными.

## Возвращение на родину
- В 1991 году правительство Филиппин сняло запрет на возвращение Имельды Маркос на родину. Возвращение Имельды Р. Маркос на Филиппины было триумфальным: на дороге от аэропорта до Манилы её встречало больше миллиона сторонников.
- В 1992 году Имельда участвовала в президентских выборах, на которых голоса промаркосовских избирателей оказались разделены между двумя промаркосовскими кандидатами: 2,338,294 голоса получила Имельда и 4,116,376 голосов — Посол Эдуардо Коджуанко-мл./Eduardo Cojuangco, Jr., бывший близким другом и советником Ф. Маркоса. Поддержанный К. Акино кандидат, Фидель Рамос/Fidel Ramos, получил 5.3 миллиона голосов и выиграл гонку[1].
- В 1995 году Имельда победила на выборах в Конгресс и стала членом Палаты представителей от о. Лейте.
- В 1998 Имельда выставила свою кандидатуру, но затем публично поддержала на выборах Вице-президента Джозефа Э. Эстраду/Joseph Ejercito Estrada, ставшего в итоге главой государства. За годы правления Дж. Эстрады многие из заведённых против И. Маркос дел были отозваны в связи с процессуальными нарушениями, запущенными при их подготовке. В 1998 году Филиппинский анти-коррупционный суд признал её виновной в заключении контракта, невыгодного для правительства, однако Верховный суд затем отменил это решение.
- В 2010 году Имельда вновь была избрана в Палату представителей от провинции Северный Илокос, на место своего сына Фердинанда Маркоса-мл., избранного в Сенат. Соотношение голосов между нею и её ближайшим соперником было — 80 % к 20 %.
- В 2013 году Имельда была переизбрана на своё место в Палате представителей — 94,484 голосами против 11,221 и 1,647 голосов соответственно у её конкурентов.

## Коррупционные обвинения и суды
- Попытки различных правительств Филиппин получить доступ к швейцарским счетам Маркосов, замороженным после их свержения и изгнания из страны, до сих пор не увенчались успехом. Между тем. ещё в 1990 году швейцарский Федеральный трибунал постановил, что эти средства смогут быть репатриированы в Манилу только в том случае, если филиппинский суд докажет обвинения против г-жи Маркос в ходе честных и справедливых слушаний.
- 14 сентября 2010 года филиппинский суд присудил Имельду возвратить государству 12 миллионов песо ($280,000), которые её покойный муж незаконно получил за 27 лет до того.

## Награды
- Таиланд : Орден Чула Чом Клао
- Япония : Орден Драгоценной короны[2]
- Испания : Орден Изабеллы Католической[3]